# Jed Mercurio
Gerald Gary " Jed " Mercurio (né en septembre 1966) est un écrivain, producteur, réalisateur et scénariste pour la télévision britannique. 
Ancien médecin hospitalier et officier de la Royal Air Force, il figure parmi les écrivains de premier plan de la télévision britannique,.
En 2017, Mercurio a reçu une bourse de la Royal Television Society et la médaille Baird de RTS Midlands. 

## Jeunesse
Mercurio est né à Nelson, dans le Lancashire, mais a grandi à Cannock, dans le Staffordshire. Ses parents étaient des immigrants italiens et son père travaillait comme mineur de charbon. Il a étudié à la faculté de médecine de l' Université de Birmingham dont il sera diplômé en 1991. Lors de sa troisième année en août 1988, il est nommé officier pilote au sein de la branche médicale de la Royal Air Force et suit une formation de pilote au sein de l’ escadron aérien de l’ université dans le but de se spécialiser en médecine aéronautique,. Il est promu officier de l'aviation en juin 1991 mais  démissionne en février 1992.
Alors qu'il exerce en tant que médecin hospitalier, Mercurio répond à une annonce publiée dans le British Medical Journal et, malgré une faible expérience de l'écriture, écrit le drame médical BBC Cardiac Arrest sous le pseudonyme de John MacUre. Il prend ensuite sa retraite dans le domaine de la médecine pour poursuivre une carrière de scénariste sous son propre nom.

## Carrière
La première série à laquelle il participe, Cardiac Arrest (1994–96), suscite la controverse en raison de sa description progressiste de la vie hospitalière,. La série est tout de même nommée deux fois dans la catégorie Meilleur drame original par la Writers' Guild of Great Britain et figure en tête d'un sondage auprès des professionnels de la santé britanniques, considérée comme la série médicale la plus réaliste de tous les temps. 
Jed Mercurio s'essaye à un nouveau genre en créant The Grimleys, une série humoristique se déroulant au Pays noir diffusée pendant trois saisons (1999-2001) sur ITV.
Mercurio adapte son premier roman, Bodies (2002), en série télévisée. Il occupe pour la première fois le poste de producteur / showrunner dans Bodies (2004-2006). The Times a classé Bodies parmi les "Programmes du Siècle" et The Guardian l'a classé dans "Les plus grands drames télévisés de tous les temps". La série a remporté le prix de la Royal Television Society pour la meilleure série dramatique, est nommée deux fois pour le prix BAFTA de la meilleure série dramatique. Mercurio est également été nommé deux fois meilleur scénariste par la Royal Television Society.
Son deuxième roman, Ascent (2007), acclamé par la critique, se classe parmi les 1000 romans que tout le monde doit lire. 
Mercurio poursuit sa carrière avec la série Line of Duty (première diffusion le 26 juin 2012), présentée comme la série dramatique la plus performante de la BBC2 en 10 ans avec 4,1 millions de téléspectateurs. Une deuxième saison bien reçue (première diffusion le 12 février 2014) amène la BBC à commander deux autres saisons en vue de leur production en 2015 et 2016. La première saison est nommée pour le prix de la meilleure série dramatique par la Royal Television Society et a valu à Mercurio ses trois nominations en tant que meilleur scénariste dramatique par la Royal Television Society et par la Writers 'Guild de Grande-Bretagne. En 2014, Line of Duty est classée dans le Top 50 des meilleures émissions télévisées de la BBC2 et est désignée meilleure série télévisée télévisée de l'année par The Observer. En 2016, elle figure parmi les meilleures émissions de la BBC de tous les temps et parmi les meilleures séries policières de tous les temps. En 2015, la deuxième saison remporté le prix de la meilleure série dramatique de la Royal Television Society et est nommée pour quatre prix BAFTA,. La saison 3 de Line of Duty est en fait la série dramatique la plus regardée sur la chaîne BBC2. La saison 4, transférée sur la  BBC One est composée six épisodes diffusés à partir du 26 mars 2017.
La troisième création de Mercurio se passe encore dans le monde médical. Critical, est composée de 13 épisodes et est diffusée sur Sky1 du 24 février 2015. Les critiques sont majoritairement positives ,,, mais le programme est annulé le 15 juillet 2015 après seulement une saison.
Mercurio créé et écrit ensuite Bodyguard, dont il est le showrunner. La série en six épisodes met en vedette Richard Madden et Keeley Hawes. La série est diffusée sur BBC One à partir du 26 août 2018 et enregistre les plus hauts records d'audience pour la chaîne de télévision BBC.

## Filmographie
- 1994-1996 : Cardiac Arrest (série télévisée)
- 1997 : The Grimleys (sitcom)
- 2010 : Strike Back (série télévisée)
- 2012 : Line of Duty (série télévisée en production)
- 2015 : Lady Chatterley's Lover (téléfilm)
- 2018 : Bodyguard (série télévisée)

## Romans
- 2007 : Ascent
- 2010 : La Vie sexuelle d'un américain sans reproche